# شهرستان توکایفسکی
شهرستان توکایفسکی (به لاتین: Tukayevsky District) یک شهرستان در روسیه است که در تاتارستان واقع شده‌است.